# Raquel Pierotti
Raquel Pierotti (Montevideo, 17 de diciembre de 1952) es una cantante de ópera mezzosoprano uruguaya. Está especializada en papeles de coloratura del repertorio de Rossini y Handel.

## Biografía
Raquel Pierotti nació en Montevideo, Uruguay donde se graduó en la Escuela Nacional de Ópera e hizo su debut operístico en 1973 como Damigella nuziale en   Le Nozze di Figaro de Mozart.  Durante los siguientes seis años trabajó en muchas producciones operísticas cantando la Flauta Mágica, Don Giovanni, Madama Butterfly, Rigoletto, así como en muchos conciertos de cámara y sinfónicos. Ganó el Primer Premio en el Concurso Nacional Maurice Ravel y en el “Concurso Artigas - Washington”. En 1979 se traslada a España. Ganó el “ Premio Plácido Domingo” en 1979 y el 2º Gran Premio en 1980 ambos en el “Concurso de Canto Francisco Viñas”. Ese mismo año ganó el Primer Premio del “Concurso de Canto Mozart” organizado por el Mozarteum de Barcelona y la Medalla de Oro de Radio Nacional de España otorgada al debutante más prometedor de la temporada.
En 1980 hizo su debut operístico en España en el Gran Teatro del Liceo de Barcelona como Lola en la Cavalleria Rusticana de Mascagni. Al año siguiente debutó en Europa en la Ópera de París como Rosina en El Barbero de Sevilla de Rossini, así como en La Scala de Milán, como Marcellina en Le nozze di Figaro de Mozart. Desde entonces ha sido invitada frecuente en La Scala donde cantó Clarice en La pietra del paragone (Rossini), Smeton en Anna Bolena (Donizetti), Rosina en Il barbiere di Siviglia (Rossini), Isabella en L'italiana en Algeri (Rossini), Maddalena en Il viaggio a Reims (Rossini), Cecilio en Lucio Silla (Mozart) y Fenena en Nabucco (Verdi) para la Noche de Inauguración de la Temporada 1986/1987, así como en los torneos de Berlín, Japón (Tokio, Osaka)., Yokohama) y Bulgaria (Sofía, Varna). El 2 de noviembre de 1988 fue invitada a cantar en un concierto por el cumpleaños de la Reina Sofía de España.
Ha trabajado con directores de renombre como Riccardo Muti, Claudio Abbado, Gianandrea Gavazzeni, Riccardo Chailly, Julius Rudel, John Eliot Gardiner, Jesús López Cobos, Sir John Pritchard, Alain Lombard, Lorin Maazel, etc. y directores como Giorgio Strehler, Jean Pierre Ponnelle, Eduardo De Filippo, Patrice Chéreau, Pier Luigi Pizzi, Roberto de Simone, Luca Ronconi, Lluis Pasqual, Jérôme Savary, Beni Montresor, Gabriele Lavia, Jorge Lavelli, José Carlos Plaza. Ha actuado en la mayoría de los teatros de ópera más conocidos de Italia como Milán, Roma, Nápoles, Pesaro, Bolonia, Florencia, Turín, Génova, Parma, Palermo y Verona, entre otros. También fuera de Italia como en Barcelona, Sevilla, Madrid., Viena, Stuttgart, Múnich, Bruselas, Ginebra, París, Lyon, Lisboa, Buenos Aires, Santiago de Chile, Montevideo, México, Caracas, Pretoria, Tokio, Washington.
Entre sus actividades se encuentran recitales de música española y latinoamericana así como “Zarzuela”. Ha creado el papel de "Tatula" de la ópera Divinas palabras en la temporada inaugural (1997/98) en el Teatro Real (Madrid), cantando con Plácido Domingo. En 1999 cantó La vida breve en Lyon, Grenoble y La Coruña, y El amor brujo y Siete conciones Populares Españolas en Lyon, Palermo, Montevideo, Porto Alegre, Varsovia, Dortmund y Pamplona. En 2000 cantó un concierto en Hannover, representando a España con motivo de la Exposición Universal. En abril de 2002 y 2004 cantó Babel 46 (Montsalvatge) y L'enfant et les sortilèges (Ravel) en el Teatro Real (Madrid) y Liceo de Barcelona. Cantó el papel de Mariana (Luisa Fernanda) en la Scala de Milán (2003), Teatro Real (Madrid) (2006) y Theather an der Wien (Viena) (2008) todos con Plácido Domingo. En 2004 y 2007 cantó Boris Godunov (Niñera) en el Liceo de Barcelona y el Teatro Real (Madrid). En agosto de 2009 interpretó el papel protagónico de “La casa de Bernanda Alba” (Bernarda), creada por el joven compositor español Miquel Ortega, en el Festival de Santander y Festival de Perelada. En 2005 ha sido miembro del jurado de los prestigiosos concursos de canto “Francisco Viñas” y “Manuel Ausensi”.

## Roles
Durante su carrera cantó : Sexto y Cornelia (Giulio Cesare);  Siebel (Fausto); Cherubino (Le nozze di Figaro); Cecilio (Lucio Silla); Dorabella (Cosi fan tutte); Zerlina (Don Giovanni); Angelina (La Cenerentola); Arsace (Semiramide); Isabella (L'Italiana en Algeri); Rosina (Il Barbiere di Siviglia) Andromaca (Ermione); Maddalena (Il viaggio a Reims); Clarice (La pietra del paragone); Orfeo (Orfeo ed Euridice); Fidalma (Il matrimonio segreto); Leonora (La Favorita); Adalgisa (Norma); Smeton (Anna Bolena); Elisabetta (Maria Stuarda); Carmen (Carmen); Sara (Roberto Devereux); Romeo (Capuleti e Montecchi); Agnese (Beatrice di Tenda); Giulietta (Les contes d'Hoffmann); Salud y la Abuela (La vida breve); Ottavia (L'incoronazione di Poppea); Preziosilla (La forza del destino); Meg y Quickly (Falstaff); Climene (Saffo); Suzuki (Madama Butterfly); Berenice (Il Farnace); Vagans (Juditha triumphans); Señora. Slender (Falstaff-Salieri), Cecilia (Las Golondrinas), Zulima (Los amantes de Teruel), Aurora (Doña Francisquita), Señá Rita (La verbena de la Paloma), Mariana (Luisa Fernanda), Niñera (Boris Godunov)...

## Repertorio sinfónico
- Rossini: Stabat Mater, Petite Messe Sollennelle, Argene e Melania y Giovanna D'Arco
- Haendel: Mesías
- Mozart: Misa de coronación y Réquiem
- Beethoven: Sinfonía nª 9
- Pablo Casals: El pessebre
- Pergolesi: Stabat Mater
- Stravinsky: Pulcinella
- Bach: Magnificat
- Jaume Alaquer: Réquiem[11]
- Tomás Bretón: Apocalipsis
- Verdi: Réquiem
- Mendelssohn: Paulus
- Vivaldi: Juditha Triumphans

## Grabaciones
- Il barbiere di Siviglia - Berta (Riccardo Chailly)
- Il viaggio a Reims - Maddalena (Claudio Abbado)
- Le comte Ory - Ragonde (John Eliot Gardiner)
- Giulio Cesare - Cornelia (Marcello Panni)
- El Concierto Mozart para África con Montserrat Caballé
- Doña Francisquita - Aurora con Alfredo Kraus, (Antoni Ros-Marbá)
- La verbena de la Paloma - Señá Rita y La Dolores-Gaspara ambas con Plácido Domingo (Antoni Ros-Marbá)
- Viento es la dicha de amor - Amor (Christophe Coin)
- El pessebre (Lawrence Foster);
- Il Farnace - Berenice (Massimiliano Carraro)
- El llibre vermell (Antoni Ros-Marbá),
- Requiem - Jaume Alaquer (Compañía Joan)
- Luisa Fernanda - Mariana (Jesús López Cobos)
- Falstaff - Meg (Daniel Oren)
- Nabucco - Fenena (Riccardo Muti)
- Hommage à Rossini (TV 1985)

## Premios
- Concurso Nacional Maurice Ravel
- Artigas - Concurso de Washington
- Premio Plácido Domingo
- Concurso de Canto Francisco Viñas
- Concurso de canto Mozart, Mozarteum de Barcelona
- Medalla de Oro de Radio Nacional de España
- Premios Alas 2010
- Homenaje Intendencia de Montevideo[4]